# Шойжилжапов, Владимир Дымбрылович
Владимир Дымбрылович Шойжилжапов (род. 25 сентября 1965, Судунтуй, Читинская область) — государственный деятель, член Совета Федерации.

## Биография
В. Д. Шойжилжапов родился 25 сентября 1965 года. Образование высшее, кандидат политических наук. Окончил Московский государственный педагогический университет им. В. И. Ленина по специальности «учитель русского языка и литературы»; Академию народного хозяйства при Правительстве РФ по специальности «менеджер государственного управления»; дипломатическую академию МИД РФ, специалист по международным отношениям; РАГС при Президенте РФ.
09.1991 — 05.1992 — учитель средней школы № 1204 г. Москвы
В 1992—2001 гг — руководитель постоянного представительства администрации Агинского Бурятского округа при Правительстве РФ
2001—2004 гг — член Совета Федерации Федерального Совета РФ. Комитет по бюджету
2004—2008 гг — вице-президент ЗАО «Чайка Плаза»
2008—2011 гг — начальник управления недвижимости ЗАО «Моспромстрой»
2011—2015 гг — директор филиала «Фирма УЮТ» ЗАО «Моспромстрой»
2016г −2018 — генеральный директор ООО «Стадия»
с ноября 2018 года — заместитель руководителя Администрации Агинского Бурятского округа Забайкальского края